# Alchemilla cymatophylla
Alchemilla cymatophylla es una especie de planta del género Alchemilla, perteneciente a la familia Rosaceae.

## Taxonomía
Alchemilla cymatophylla fue descrita por Serguéi Yuzepchuk en 1922.

## Distribución
Se encuentra en el territorio de Europa hasta el sur de Siberia.